# 국체론
국체론(일본어: 国体論 코쿠타이론[*])는 일본 제국 시대의 사회기본이념으로, 일본 천황이 통치하는 국체를 정의한다.
국체라는 말은 일정한 의미를 가지지는 않지만, 국체명징운동 이후인 1938년 기준으로 「만세일계의 천황이 일본에 군림하고, 천황의 군덕(君徳)이 천양무궁(天壌無窮)히 사해(四海)를 덮고, 신민도 천황의 사업을 협찬하여, 의(義)는 군신과 같고 정(情)은 부모자식같이 하여, 충효일치에 의해 국가의 진운을 부지(扶持)하는, 일본 독자의 사실(事実)」을 의미했다.
원래 “국체”라는 말은 국가의 형태나 체면을 의미하는 것이었다. 그러나 막말의 대외위기를 계기로 미토학파는 일본의 독자적인 국병(国柄, 나라의 근본이 되는 기저)이라는 의미로 국체 관념을 수립했다. 미토학의 구상은 일본 전국에 퍼져 국체론이 하나의 사상으로서 독립했고, 메이지 유신 이후 과도기를 거쳐 제국헌법과 교육칙어에 의해 국체론이 정식화되었다. 국체의 관념은 근대 일본을 주박(呪縛)했다. 일본에서 「국체」란 「천황이 영구히 통치권을 총람(総攬)하는 일본 독자적인 국병」이라는 의미를 가졌고, 불가침한 것으로서 국민에게 경외받았다.
쇼와 시대 들어 국체론은 일본 국민의 사상을 규제하는 데 맹위를 떨쳤다. 치안유지법에서 국체변혁을 죄로 규정하고, 그 최고형을 사형으로 인상했다. 그 배경에는 일본의 국체를 부정하는 마르크스주의에 대한 공포와 적의가 있었다. 만주사변 이후 일본이 군국화로 향하자 국체 관념은 국민정신을 동원하기 위한 키워드가 되었다. 미노베 다쓰키치의 천황기관설을 희생양으로 삼아 정부는 국체명징성명을 내놓았고, 천황기관설은 신성한 국체에 반하는 것으로 간주해 이것을 엄히 잘라내겠다고 성명했다. 문부성은 『국체의 본의』를 간행하여 신민이 천황에게 절대 복종해야 함 등을 설명했다.
국체론은 일본의 패전 때도 위력을 보여주었고, 일본 정부는 “국체의 호지(護持)”를 유일한 조건으로 항복했다. 이후 전후에는 민주주의라는 말로 대체되어 국체라는 말은 과거의 말이 되었다고 여겨진다.

## 같이 보기
- 교육에 관한 칙어
- 옥음방송
- 국주회
- 신불습합
- 쇼와 국가주의
- 일본의 우익단체
- 양명학
- 야스쿠니 신사